# 六浦南
六浦南（むつうらみなみ）は、神奈川県横浜市金沢区の地名。現行行政地名は六浦南一丁目から六浦南五丁目。住居表示実施済み区域。

## 地理
六浦の南部に位置し、北部の隣接地に六浦駅（住所は六浦五丁目）などがある。
北で六浦、西で六浦町、南西で逗子市池子、南で横須賀市湘南鷹取、東で六浦東に接する。

### 面積
面積は以下の通りである。
| 丁目         | 面積（km²） |
| ------------ | ----------- |
| 六浦南一丁目 | 0.194       |
| 六浦南二丁目 | 0.185       |
| 六浦南三丁目 | 0.129       |
| 六浦南四丁目 | 0.166       |
| 六浦南五丁目 | 0.157       |
| 計           | 0.831       |

### 地価
住宅地の地価は、2025年（令和7年）1月1日の公示地価によれば、六浦南3-10-25の地点で14万5000円/m²となっている。

## 歴史
詳細については、六浦#歴史を参照。

### 沿革
- 2002年（平成14年）10月28日 - 住居表示（金沢区六浦町第二次地区）[7]の実施に伴い、六浦町の一部を分離し、六浦南一丁目を新設する[8]。
- 2003年（平成15年）10月27日 - 住居表示（金沢区六浦町第二次地区）[7]の実施に伴い、六浦町の一部を分離し、六浦南二丁目〜五丁目を新設する[8]。

## 世帯数と人口
2025年（令和7年）6月30日現在（横浜市発表）の世帯数と人口は以下の通りである。
| 丁目         | 世帯数    | 人口    |
| ------------ | --------- | ------- |
| 六浦南一丁目 | 1,063世帯 | 2,050人 |
| 六浦南二丁目 | 1,079世帯 | 2,105人 |
| 六浦南三丁目 | 462世帯   | 1,154人 |
| 六浦南四丁目 | 1,171世帯 | 2,388人 |
| 六浦南五丁目 | 868世帯   | 1,736人 |
| 計           | 4,643世帯 | 9,433人 |

### 人口の変遷
国勢調査による人口の推移。
| 年                 | 人口   |
| ------------------ | ------ |
| 2005年（平成17年） | 11,019 |
| 2010年（平成22年） | 10,364 |
| 2015年（平成27年） | 10,126 |
| 2020年（令和2年）  | 9,975  |

### 世帯数の変遷
国勢調査による世帯数の推移。
| 年                 | 世帯数 |
| ------------------ | ------ |
| 2005年（平成17年） | 4,276  |
| 2010年（平成22年） | 4,233  |
| 2015年（平成27年） | 4,306  |
| 2020年（令和2年）  | 4,555  |

## 学区
市立小・中学校に通う場合、学区は以下の通りとなる（2024年11月時点）。
| 丁目         | 番・番地等 | 小学校               | 中学校             |
| ------------ | --- | -------------------- | ------------------ |
| 六浦南一丁目 | 12番22〜29号、13番11〜31号 14〜19番、20番40〜57号 21番10〜16号、22番27〜30号                                                              | 横浜市立瀬ケ崎小学校 | 横浜市立六浦中学校 |
| 六浦南一丁目 | 1番24〜65号、11番7・8号 20番3〜37号、21番20〜40号 22番1〜24号、23番、24番 25番15〜54号、26〜37番                                          | 横浜市立大道小学校   | 横浜市立六浦中学校 |
| 六浦南一丁目 | 1番1〜23号、2番〜11番6号 11番11〜21号、12番1〜21号 13番1〜10・32〜35号 25番1〜13号                                                        | 横浜市立六浦南小学校 | 横浜市立六浦中学校 |
| 六浦南二丁目 | 13番4〜42号、14番1〜31号 15番17〜51号、16番〜17番30号 18番、19番23〜26号 20番37・39号、34〜36番 37番8〜11・36〜58号                       | 横浜市立六浦南小学校 | 横浜市立六浦中学校 |
| 六浦南二丁目 | 1〜11番、13番1〜3号 14番32〜39号、15番8〜12号 17番31・32号、19番1〜22号 20番1〜36・38号、21〜33番 37番1〜7・12〜35・59〜62号 38番から47番 | 横浜市立六浦南小学校 | 横浜市立大道中学校 |
| 六浦南二丁目 | 12番9〜12番11号 | 横浜市立大道小学校   | 横浜市立大道中学校 |
| 六浦南二丁目 | 12番1〜8・12〜58号 15番1〜7・13〜16号 | 横浜市立大道小学校   | 横浜市立六浦中学校 |
| 六浦南三丁目 | 1〜5番 | 横浜市立六浦南小学校 | 横浜市立六浦中学校 |
| 六浦南三丁目 | 6〜27番 | 横浜市立六浦南小学校 | 横浜市立大道中学校 |
| 六浦南四丁目 | 全域 | 横浜市立六浦南小学校 | 横浜市立大道中学校 |
| 六浦南五丁目 | 全域 | 横浜市立六浦南小学校 | 横浜市立大道中学校 |

## 事業所
2021年（令和3年）現在の経済センサス調査による事業所数と従業員数は以下の通りである。
| 丁目         | 事業所数  | 従業員数 |
| ------------ | --------- | -------- |
| 六浦南一丁目 | 18事業所  | 35人     |
| 六浦南二丁目 | 73事業所  | 577人    |
| 六浦南三丁目 | 12事業所  | 71人     |
| 六浦南四丁目 | 18事業所  | 77人     |
| 六浦南五丁目 | 12事業所  | 80人     |
| 計           | 133事業所 | 840人    |

### 事業者数の変遷
経済センサスによる事業所数の推移。
| 年                 | 事業者数 |
| ------------------ | -------- |
| 2016年（平成28年） | 127      |
| 2021年（令和3年）  | 133      |

### 従業員数の変遷
経済センサスによる従業員数の推移。
| 年                 | 従業員数 |
| ------------------ | -------- |
| 2016年（平成28年） | 633      |
| 2021年（令和3年）  | 840      |

## 施設
- 横浜市立六浦南小学校
- 六浦台団地

## その他

### 日本郵便
- 郵便番号 : 236-0038[3]（集配局：横浜金沢郵便局[16]）

### 警察
町内の警察の管轄区域は以下の通りである。
| 丁目         | 番・番地等 | 警察署     | 交番・駐在所 |
| ------------ | ---------- | ---------- | ------------ |
| 六浦南一丁目 | 全域       | 金沢警察署 | 六浦川交番   |
| 六浦南二丁目 | 全域       | 金沢警察署 | 六浦川交番   |
| 六浦南三丁目 | 全域       | 金沢警察署 | 六浦川交番   |
| 六浦南四丁目 | 全域       | 金沢警察署 | 六浦川交番   |
| 六浦南五丁目 | 全域       | 金沢警察署 | 六浦川交番   |